# Irène Zurkinden

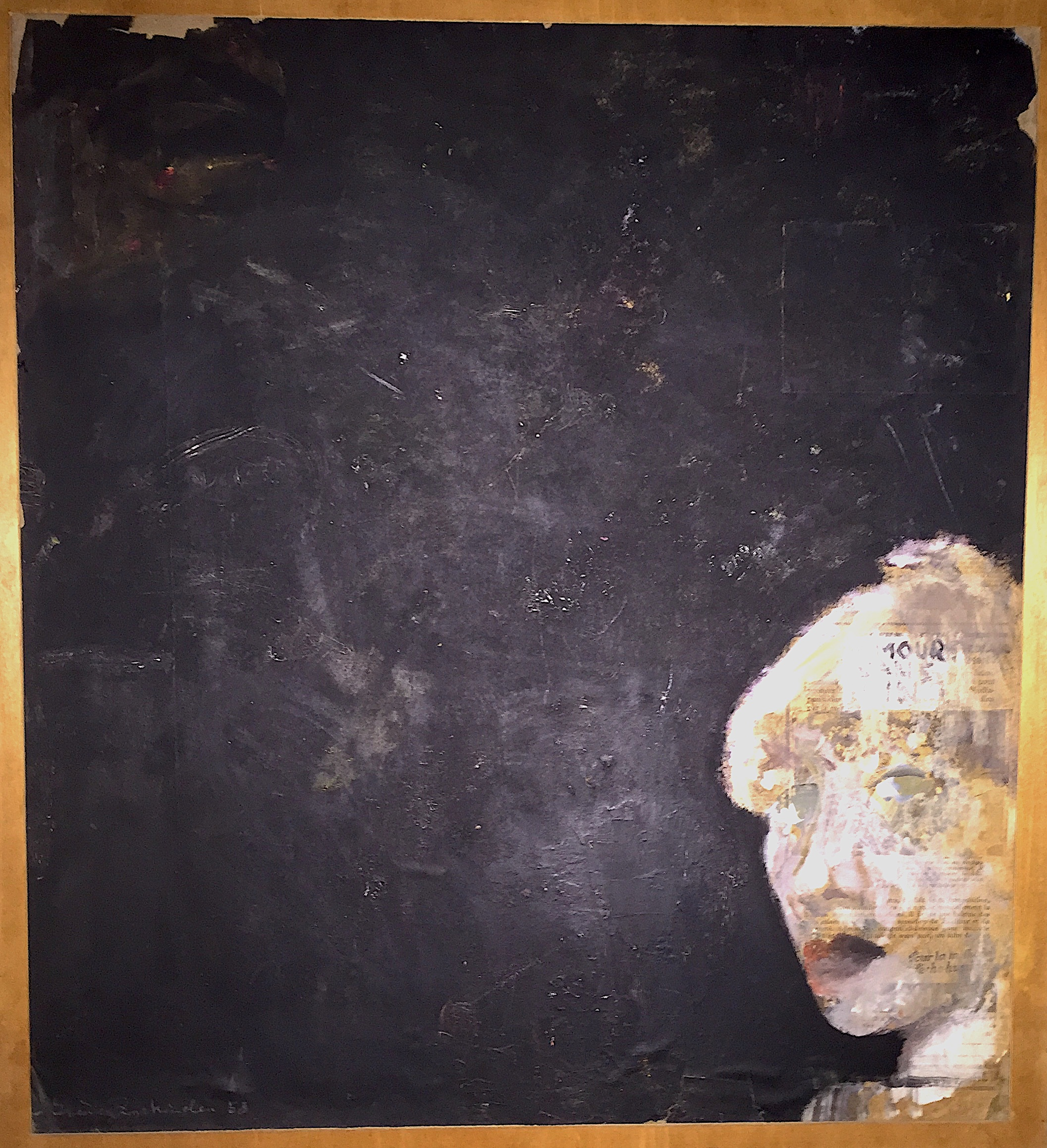
Irène Zurkinden: Selbstportrait. (1932 Tempera sur papier journal)

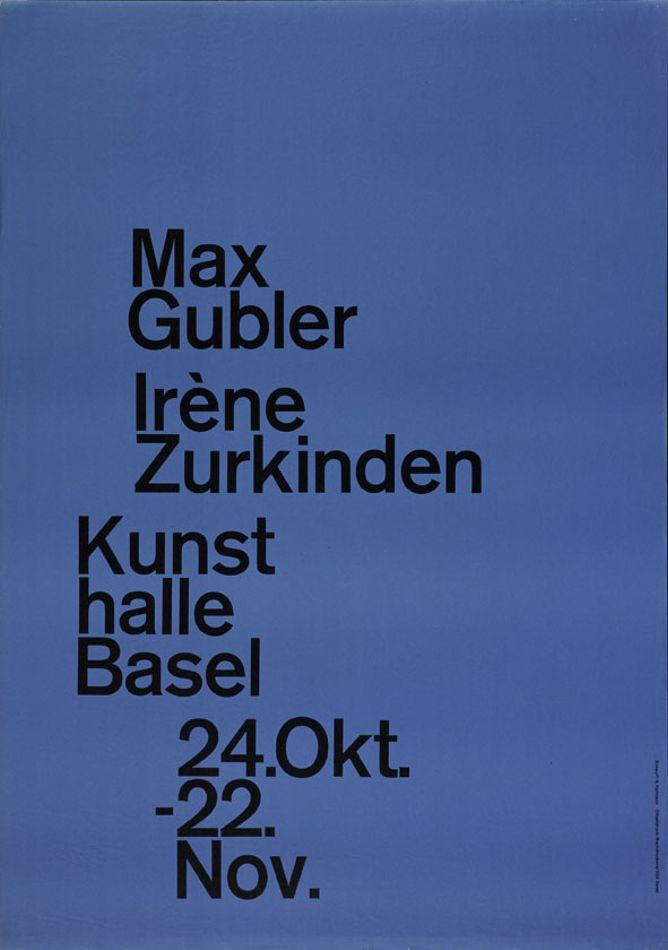
Plakat zur Ausstellung in der Kunsthalle Basel, 1959

Irène Zurkinden (* 11. Dezember 1909 in Basel; † 27. Dezember 1987 ebenda) war eine Schweizer Malerin. 

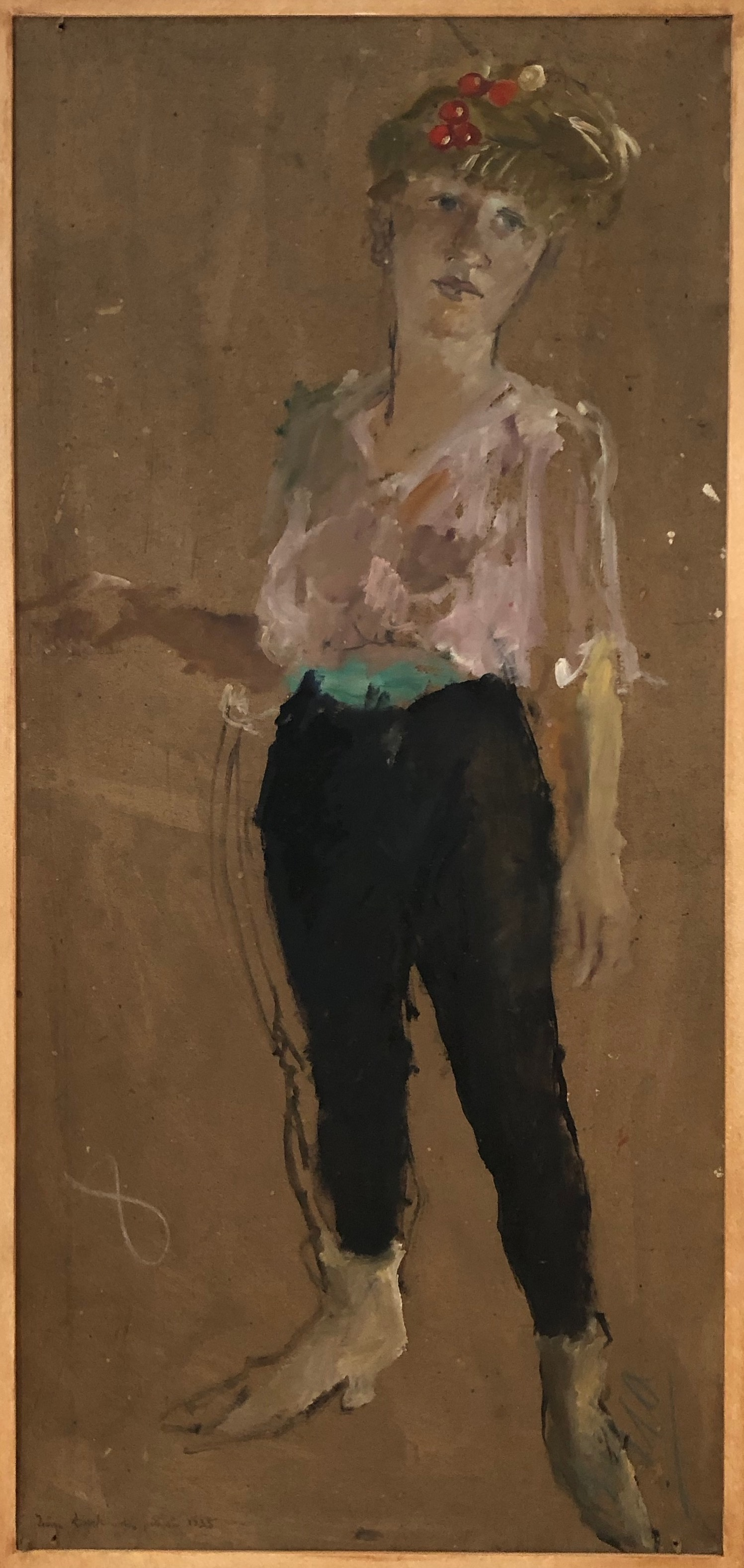
Irène Zurkinden: Selbstporträt. (Paris 1935)

## Leben und Werk
Irène Zurkinden verbrachte ihre Kindheit in Basel und Münchenstein. Der aus Fribourg stammende Vater war Zollbeamter, die Mutter Jeanne Tanzlehrerin. Das Elternhaus war in musischen Belangen sehr aufgeschlossen, sodass sich die Heranwachsende, die Modezeichnerin werden wollte, im Jahr 1925 an der Gewerbeschule Basel einschreiben konnte. Dort besuchte sie Zeichenkurse bei Albrecht Mayer, erhielt Unterricht in Farbenlehre bei Arnold Fiechter und in Grafik bei Fritz Baumann. Bis zum Studienabschluss im Jahr 1929 entstanden vor allem Porträtzeichnungen.
Im gleichen Jahr unternahm Zurkinden ihre erste Reise nach Paris, wo sie für einige Monate eine Weiterbildung an der Académie de la Grande Chaumière absolvierte. Gemeinsam mit Meret Oppenheim, mit der sie seit etwa 1927/1928 befreundet war, verbrachte Zurkinden im Jahr 1932 mehrere Monate in der Seine-Metropole. In den Jahren nach ihrem Abschluss malte Zurkinden vermehrt szenische Stadtansichten in einem Stil, der sich deutlich am Impressionismus orientierte. Sie lebte in dieser Zeit abwechselnd in Paris und Basel, wo sie sich einen Ruf als gefragte Porträtmalerin erwarb. Von 1932 bis 1972 hatte sie in der Galerie Marguerite Schulthess in der Basler Aeschenvorstadt jährlich eine Ausstellung. Nach dem Tod von Schulthess gehörten Werke Zurkindens zum festen Bestand der Galerie Riehentor in Basel, deren Besitzerin Trudl Bruckner ein Gründungsmitglied der ART Basel war. 1980 präsentierte die Galerie Beyeler an der Bäumleingasse in Basel die Künstlerin in einer Einzelausstellung.
1934 lernte Zurkinden den Jazzmusiker Kurt Fenster kennen, Sohn eines brasilianischen Zirkuskünstlers und einer Deutschen. Während der nationalsozialistischen Diktatur emigrierte Fenster nach Paris. Das Paar lebte mehrere Jahre in der französischen Hauptstadt. Mit Ausbruch des Zweiten Weltkrieges kehrte Zurkinden in die Schweiz zurück. Die Söhne Nicolas (Kolka) (* 1937) und Stephan (* 1943) aus dieser Beziehung wuchsen bei der Mutter in Basel auf.

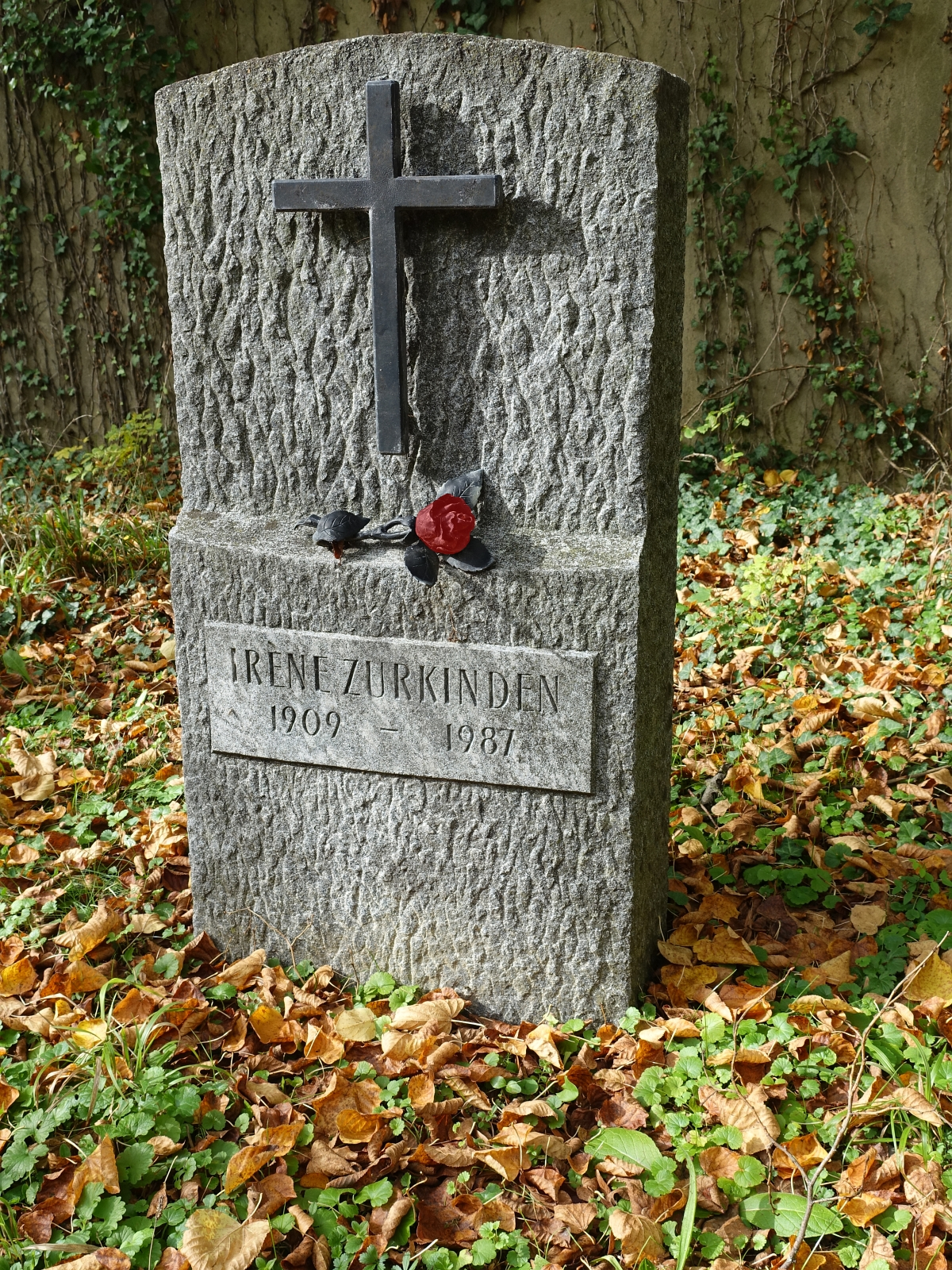
Grab, Friedhof am Hörnli

Ab 1942 nahm Zurkinden an den Ausstellungen der «Gruppe 33» teil, in die sie 1943 als Mitglied aufgenommen wurde. Wie andere «Gruppe 33»-Mitglieder war sie für das Larvenatelier Tschudin tätig. In der zweiten Hälfte der 1930er-Jahre und in den frühen 1940er-Jahren entstanden surrealistisch inspirierte Arbeiten.
Nach dem Zweiten Weltkrieg lebte Zurkinden wieder abwechselnd in Basel und Paris und unternahm längere Reisen nach Marokko (1948), Spanien (1950/1951) und Italien (1952/1953). Sie entwarf in diesen Jahren Kostüme und Bühnenbilder für das Stadttheater Basel und erhielt vermehrt Illustrationsaufträge für Bücher.
Das Kunstmuseum Basel ehrte sie 1985 mit einer umfassenden Retrospektive ihres Werkes 
Die Basler Galerie Knöll organisierte im Herbst 2023 in New York eine Einzelausstellung in der Meredith Rosen Gallery, die eine große Beachtung in den dortigen Medien fand.
2024 konzentrierte sich die Galerie Rosen / NY an der ART Basel ausschliessich auf die Künstlerin und zeigte Werke aus den unterschiedlichsten Schaffensperioden.
Die Kulturstiftung Basel H. Geiger (KBHG) widmete der Künstlerin im Sommer 2025 die umfassende Retrospektive «Irène Zurkinden: die Liebe, das Leben» mit einem Schwerpunkt auf Skizzen und Zeichnungen. Begleitet wird die Ausstellung durch eine Publikation im Hatje Cantz Verlag, einen Kurzfilm und unterschiedliche Darbietungen und Lesungen in den Ausstellungsräumen. 
Das Grab von Irène Zurkinden befindet sich auf dem Ehrenfeld des Friedhofs am Hörnli in Riehen bei Basel.

## Auszeichnungen
- 1978: «Ehrespalebärglemer» des Basler Sperber-Kollegiums.[1]
- 1986: Kunstpreis der Stadt Basel.[2]
- 2014: Benennung eines öffentlichen, baumbestandenen Platzes in «Irène Zurkinden-Platz», einem neuen Verkehrsknotenpunkt am sich im Bau befindenden Dreispitz-Hochhaus "SYD" in Basel.[3][4]

## Werke (Auswahl)
- Autoportrait en chapeau de paille, 1929, LM, C. Bernoulli, Basel
- Porträt Paul Sacher, o. J., Privatbesitz
- Meret à l’orange, 1932–1935, Kunstmuseum Basel
- Pariser Dächer, 1934, Öffentliche Kunstsammlung Basel-Stadt
- Dialogue muet sur le bonheur, 1936, Privatsammlung
- Le cirque du monde, o. J., Privatsammlung Riehen
- Interieur mit geschmücktem Weihnachtsbaum, 1939, Merian-Iselin-Spital, Basel
- La gare d’Agen (Lot et Garonne), 1940, Privatbesitz
- Ballet lugubre, 1942, Privatbesitz
- Friedhof in Paris, um 1950, Privatbesitz Barcelona
- Rêve: Cocteau mène la danse, 1962, Privatbesitz
- Paris, Gare Montparnasse, 1966, Sammlung Hotel «Les Trois Rois», Basel
- Filles maboules sur boules, 1975, Privatbesitz
- Park in Paris, 1985, Privatbesitz
- Marie-Ève, 1943, 105 × 185 cm, Privatsammlung Zurkinden, ausgestellt in der Kunsthalle Basel, Ausstellung «50 Jahre ‹Gruppe 33›»

### Buchillustrationen
- Hans Christian Andersen: Die Schneekönigin. Märchen in sieben Geschichten mit fünf Farblithografien von Irène Zurkinden. Bern o. J. (ca. 1950).
- Colette: Die Freundin. Franz. Original La Seconde (erschienen 1931), ins Deutsche übertragen von Waltrud Kappeler und Louis Erlacher. Zürich 1956.
- Helen Vischer: Anmutig heiteres Lob und literarisches Denkmal für die Stadt Basel. Zürich 1956.
- Maud Frère: Einsames Herz. Franz. Original La Grenouille. Ins Deutsche übertragen von Marguerite Janson. Zürich 1962.
- Barbey d’Aurevilly: Le rideau cramoisi. Mit elf Lithografien von Irène Zurkinden. Lausanne 1970.
- Hermann Schneider: Der Mann mit dem Hifthorn. Basel o. J. (ca. 1971).
- Johann Wolfgang von Goethe: Aus den Memoiren des Marshalls von Bassompierre. Mit sieben Federzeichnungen von Irène Zurkinden. Basel 1974.
- Blasius: Der Baasler und sy Wält. Gsammledi Gedicht und Väärs us 50 Johr. Mit Zaichnige vo der Irène Zurkinden. Friedrich Reinhardt Verlag, Basel 1986. ISBN 3-7245-0588-4.